# Metasiro savannahensis
Espèce
Metasiro savannahensis est une espèce d'opilions cyphophthalmes de la famille des Neogoveidae.

## Distribution
Cette espèce est endémique de Caroline du Sud aux États-Unis. Elle se rencontre dans le comté de Jasper dans le delta du fleuve Savannah.

## Description
Le mâle holotype mesure 1,9 mm et la femelle paratype 2,1 mm.

## Étymologie
Son nom d'espèce, composé de savannah et du suffixe latin -ensis, « qui vit dans, qui habite », lui a été donné en référence au lieu de sa découverte, le delta du Savannah.

## Publication originale
- Clouse & Wheeler, 2014 : « Descriptions of two new, cryptic species of Metasiro (Arachnida: Opiliones: Cyphophthalmi: Neogoveidae) from South Carolina, USA, including a discussion of mitochondrial mutation rates. » Zootaxa, no 3814(2), p. 177-201.